# Waldemar Błaszczyk
Waldemar Błaszczyk (ur. 1973 w Bardzie) – polski aktor.

## Życiorys

### Wczesne lata
W dzieciństwie należał do amatorskiego teatru pantomimy. Studiował na wrocławskim Wydziale Lalkarskim Akademii Sztuk Teatralnych im. Stanisława Wyspiańskiego w Krakowie, w 1998 ukończył studia w Akademii Teatralnej w Warszawie.

### Kariera
Zadebiutował na ekranie w 1996, wcielając się w Kubę, głównego bohatera filmu Radosława Piwowarskiego Autoportret z kochanką. W 2006 odgrywał główną rolę męską w serialu telewizji Polsat Kochaj mnie, kochaj! Od 2010 gra Damiana Cieślika w serialu TVN Na Wspólnej.
Od 4 do 18 marca 2016 brał udział w piątej, emitowanej przez telewizję Polsat, edycji programu Dancing with the Stars. Taniec z gwiazdami. Jego partnerką była Nina Tyrka, z którą odpadł w trzecim odcinku, zajmując 9. miejsce. W latach 2019–2020 grał komisarza Pawła Hermana w serialu Ślad.
Bierze udział w zawodach triathlonowych.

### Życie prywatne
26 czerwca 1999 poślubił aktorkę Ewę Gawryluk, z którą ma córkę Marię (ur. 2000). W grudniu 2021 potwierdzili rozstanie.

## Filmografia
- 2019: Ślad, jako komisarz Paweł Herman
- 2017: Niania w wielkim mieście, jako Jerzy Bednarski, architekt zieleni (odc. 7)
- 2017: Wojenne dziewczyny, jako kapitan „Jarosz” (odc. 3, 6, 12)
- 2015: Listy do M. 2, jako kelner, ojciec Antosia i Kuby
- 2014: Ojciec Mateusz, jako właściciel second handu „Nathalie” (odc. 145)
- 2014: Ojciec Mateusz, jako Karol Jasiołek (odc. 140)
- 2013: Rodzinka.pl, jako Borys, tata Krystiana (odc. 93 i 94)
- 2013: Prawo Agaty, jako Grzegorz, wspólnik Wojtka (odc. 45)
- 2013: Pierwsza miłość jako Janusz, znajomy Adama ze spektaklu
- 2012: Reguły gry, jako Marek
- 2011: Komisarz Alex, jako Piotr Szubski (odc. 1)
- 2011: Wiadomości z drugiej ręki, jako Tomasz
- od 2010: Na Wspólnej, jako radny, Damian Cieślik
- 2009: Trzy minuty. 21:37, jako lekarz
- 2009: Na dobre i na złe, jako aktor Olewicz (odc. 363)
- 2009: Doręczyciel, jako Rafał Kmiecik
- 2008: Na kocią łapę, jako Andrzej
- 2007: Ja wam pokażę!, jako Krzysztof, partner Uli
- 2006: Kochaj mnie, kochaj!, jako Darek Dajewski
- 2006: Ja wam pokażę!, jako Krzysztof
- 2006: Kto zabił Stalina?
- 2005–2007: Niania, jako doktor Grochowicz (odc. 9, 63)
- 2004: Camera Café, jako Marcin
- 2004: Kryminalni, jako mąż kierowniczki sklepu (odc. 1)
- 2003: Tak czy nie?, jako ochroniarz Grzegorz (odc. 1, 4, 6, 8)
- 2003: Zaginiona, jako Cezary Warchoł (odc. 5)
- 2003: Miodowe lata jako Bartuś (odc. 113)
- 2003: Zostać miss 2, jako ochroniarz
- 2002–2003: Kasia i Tomek, jako ksiądz (odc. 32)
- 2002: Na dobre i na złe, jako narzeczony Niki Werner (odc. 93)
- 2002: Sfora, jako partner Anity Nowickiej (odc. 7, 8)
- 2001: Więzy krwi, jako Marcin Bochenek
- 2001: Tam i z powrotem, jako oficer wydz. paszp.
- 1999–2000: Czułość i kłamstwa, jako Filip Matuszewski
- 1997, 2007: Klan, jako Mateusz Wielicki
- 1996: Autoportret z kochanką, jako Kuba

## Polski dubbing
- 2005: Bionicle 3: W sieci mroku – Toa Onewa
- 1993: Huckleberry Finn
- 1992: Nowe podróże Guliwera
- 1987: Królewna Złoty Loczek